# トーマス・アルフレッドソン
トーマス・アルフレッドソン（Tomas Alfredson, 1965年4月1日 - ）は、スウェーデンの映画監督、脚本家、編集技師、俳優。

## 来歴
ストックホルム県リディンゴーに生まれる。父は俳優、映画監督で作家のハンズ・アルフレッドソン。
2008年のヴァンパイア映画『ぼくのエリ 200歳の少女』で国際的に知られる。同映画と2004年の『Fyra nyanser av brunt』で二度、グールドバッゲンの監督賞を受賞している。2011年にはジョン・ル・カレの『ティンカー、テイラー、ソルジャー、スパイ』の映画化である『裏切りのサーカス』で初めて英語作品を手がけた。

## 私生活
兄ダニエルは『ミレニアム2 火と戯れる女』と『ミレニアム3 眠れる女と狂卓の騎士』で知られる監督。元妻シッシ・エルヴィンはスウェーデン・フィルム・インスティテュートの専務理事で、間に2人の子供がいる。ストックホルム在住。

## 監督作品
- Bert: Den siste oskulden (1995年)
- Kontorstid (2003年)
- Fyra nyanser av brunt (2003年)
- ぼくのエリ 200歳の少女 Låt den rätte komma in (2008年) 兼 編集
- 裏切りのサーカス Tinker, Tailor, Soldier, Spy (2011年)
- スノーマン 雪闇の殺人鬼 The Snowman（2017年）兼 製作総指揮
- ギャング・カルテット 世紀の怪盗アンサンブル Se upp för Jönssonligan（2020年）兼 脚本